# Igor Andrejewitsch Poletajew
Igor Andrejewitsch Poletajew (russisch Игорь Андреевич Полетаев; * 20. Januarjul. / 2. Februar 1915greg. in Moskau; † 20. Juni 1983 in Nowosibirsk) war ein sowjetischer Kybernetiker.

## Leben
Nach dem Abschluss an der siebenjährigen Schule 1930 arbeitete Poletajew als Elektriker. 1933 begann er das Studium am Moskauer Energetischen Institut (MEI), das er 1938 mit Auszeichnung abschloss. In der anschließenden dreijährigen Aspirantur im Moskauer Allunionsinstitut für Energetik (WEI) untersuchte er Gasentladungen in verdünntem Quecksilberdampf. Darauf diente er im Deutsch-Sowjetischen Krieg in der Moskauer Flugabwehr. 1942 wurde er verwundet. 1945 wurde er zum Studium des nach dem Leih- und Pachtgesetz in die UdSSR gelieferten Radars in die USA geschickt.
Poletajew arbeitete nun im Forschungsinstituts NII-5 der Artillerie-Akademie, das 1953 vom Verteidigungsministerium übernommen wurde und in dem Geräte für die Steuerung des Feuerns von Flugabwehrkanonen (PUASO) und andere Systeme entwickelt wurden. Er und auch Modest Haase-Rapoport arbeiteten in der kleinen von Anatoli Kitow und Alexei Ljapunow geleiteten Gruppe, die sich der Kybernetik widmete, obwohl sie als Pseudowissenschaft der Bourgeoisie diffamiert wurde. Im Frühjahr 1954 stellten Kitow, Haase-Rapoport und Poletajew auf einem Seminar im geheimen NII-5 das erste der drei ersten Referate in der UdSSR über die Kybernetik vor. Darauf wurden ein Fachartikel von Sergei Sobolew, Kitow und Ljapunow über die Grundzüge der Kybernetik und ein Fachartikel von Kitow über technische Kybernetik 1955 veröffentlicht, womit die Kybernetik nun als Wissenschaft anerkannt war. Als im Mai 1954 von Kitow die Abteilung für mathematische Modellierung des Rechenzentrums Nr. 1 des Verteidigungsministeriums gegründete worden war, arbeitete Poletajew auf Einladung Kitows dort mit.
Ab 1954 beteiligte sich Poletajew an der Arbeit des  von Ljapunow geleiteten Kybernetik-Seminars in der Lomonossow-Universität Moskau (MGU). Auf Anregung Axel Bergs begannen Poletajew und Haase-Rapoport Lehrbücher zu verfassen. Poletajews Buch Signal über einige Konzepte der Kybernetik war eins der ersten sowjetischen Kybernetik-Lehrbücher, das in europäische Sprachen und ins Japanische übersetzt wurde.
Kitow schlug 1959 dem ZK der KPdSU mit dem Ersten Sekretär Nikita Chruschtschow ein Projekt zum Aufbau eines einheitlichen staatlichen Netzes von Rechenzentren für die Verwaltung der Volkswirtschaft und der Streitkräfte vor, das Kritik an den bisherigen Verhältnissen enthielt und als Rotes Buch bekannt wurde. Poletajew unterstützte dieses Projekt auch, nachdem es negative beurteilt und abgelehnt worden war, obwohl ihm als Militärperson Schwierigkeiten drohten. Kitow musste um die Entlassung aus dem Rechenzentrum Nr. 1 und der Mitgliedschaft der KPdSU bitten, und Poletajew, Ljapunow, Lasar Ljusternik u. a. verließen das Rechenzentrum Nr. 1, um in der Sibirischen Abteilung der Akademie der Wissenschaften der UdSSR zu arbeiten. Ab 1961 arbeitete Poletajew in Nowosibirsk. Sein Arbeitsschwerpunkt blieb die Kybernetik.
Im September 1959 hatte Poletajew in der Komsomolskaja Prawda einen Artikel Ilja Ehrenburgs gelesen, in dem dieser am Beispiel eines beschränkten Ingenieurs Juri, der den Wert von Gedichten und Sinfonien nicht erkannte, die Sowjetbürger zum Kampf für die harmonische Persönlichkeitsentwicklung aufforderte. Poletajew schrieb sogleich eine Entgegnung mit der Gleichstellung von Jamben und Integralen, um einer kulturellen Diskriminierung vorzubeugen. Es folgte ein heftiger Leserbriefkrieg, und zwei Tage später veröffentlichte der Dichter Boris Sluzki das Gedicht Physiker und Lyriker, das zu weiteren hitzigen Debatten führte. Poletajew liebte Kunst, Malerei, Musik und Literatur und beherrschte viele Sprachen. Er lernte Tschechisch, um Karel Čapeks Roboter-Drama R.U.R. im Original lesen zu können.

## Ehrungen
- Orden des Roten Sterns
- Orden des Vaterländischen Krieges II. Klasse